# Emil Riebeck
Emil Riebeck (Leau (Preusslitz), 11 de juny de 1853 — Feldkirch, 22 de juny de 1885) fou un explorador, mineralogista, etnòleg i naturalista alemany.
Era fill de Carl Adolf Riebeck, un magnat industrial. Va viatjar a l'Àfrica del Nord i a Aràbia moltes vegades, i el 1881 va participar amb Georg Schweinfurth a una expedició a Socotra. Viatjà amb Adolf Bastian als turons de Chittagong el 1882. El 1884, va finançar l'expedició de Gottlob Krause al riu Níger, al riu Benue, i al Llac Txad. Riebeck va acumular una col·lecció extensa d'artefactes diversos de l'Àsia oriental, Índia, Aràbia i Àfrica. Per a homenatjar la seva trajectòria, es donà el seu nom a un mineral, la riebeckita.
El seu arxiu es conserva al Museu Etnològic de Berlín.